# Округ Ејткин (Минесота)
Ејткин (енгл. Aitkin County) је округ у америчкој савезној држави Минесота.

## Демографија
По попису из 2010. године број становника је 16.202, што је 901 (5,9%) становника више него 2000. године.
| Група             | 2000.          | 2010.          |
| Белци             | 14.698 (96,1%) | 15.398 (95,0%) |
| Афроамериканци    | 35 (0,2%)      | 57 (0,4%)      |
| Азијати           | 30 (0,2%)      | 27 (0,2%)      |
| Хиспаноамериканци | 92 (0,6%)      | 151 (0,9%)     |
| Укупно            | 15.301         | 16.202         |